# Musée préfectoral de l'histoire culturelle de Fukui
Le musée préfectoral de l'histoire culturelle de Fukui (福井県立歴史博物館, Fukui Kenritsu Rekishi Hakubutsukan) est un musée préfectoral situé dans la ville de Fukui, dans la préfecture de Fukui, au Japon. Il est consacré à l'histoire et à la culture de la préfecture de Fukui.

## Histoire
Le musée a ouvert ses portes sous le nom de musée préfectoral de Fukui en 1984. À l'origine, il s'agissait d'un musée généraliste proposant des expositions sur la nature, l'histoire, le folklore et l'industrie, mais les collections de sciences naturelles ont sont ensuite transférées au musée préfectoral des dinosaures de Fukui qui ouvre en 2000.
Après une fermeture pour travaux, le musée prend son nom actuel en 2003.

## Collections
Le musée propose une exposition permanente retraçant l'histoire de Fukui, depuis la période Jōmon jusqu'à l'époque moderne. Une section notable est dédiée à la reconstitution de scènes typiques de l'ère Showa (1926-1989), en particulier des années 1950 à 1970. Cette section, appelée « la vie pendant l'ère Showa », recrée des environnements de cette époque pour illustrer la vie quotidienne. Le musée abrite également des objets liés à des personnages célèbres de la préfecture de Fukui.